# Stavhopp för herrar i friidrott vid olympiska sommarspelen 2012
Herrarnas stavhopp vid olympiska sommarspelen 2012, i London i Storbritannien avgjordes den 8-10. Först hölls ett kval, och de som klarade kvalgränsen alternativt placerade sig tillräckligt bra fick tävla även i finalen.

## Medaljörer
| Event    | Guld                        | Guld                        | Silver              | Silver              | Brons                      | Brons                      |
| Stavhopp | Renaud Lavillenie Frankrike | Renaud Lavillenie Frankrike | Björn Otto Tyskland | Björn Otto Tyskland | Raphael Holzdeppe Tyskland | Raphael Holzdeppe Tyskland |

## Program
Tider anges i lokal tid, det vill säga västeuropeisk sommartid (UTC+1).
| Datum                        | Tid   | Omgång |
| ---------------------------- | ----- | ------ |
| Onsdagen den 8 augusti 2012  | 10:00 | Kval   |
| Fredagen den 10 augusti 2012 | 19:00 | Final  |

## Resultat

### Kval
| Placering | Grupp | Namn                   | Nationalitet   | 5.20 | 5.35 | 5.50 | 5.60 | 5.65 | Resultat | Noteringar |
| --------- | ----- | ---------------------- | -------------- | ---- | ---- | ---- | ---- | ---- | -------- | ---------- |
| 1         | B     | Raphael Holzdeppe      | Tyskland       | –    | –    | –    | xo   | o    | 5,65     | q          |
| 1         | B     | Renaud Lavillenie      | Frankrike      | –    | –    | xo   | -    | o    | 5,65     | q          |
| 3         | A     | Konstadinos Filippidis | Grekland       | –    | o    | o    | o    | -    | 5,60     | q          |
| 4         | A     | Jevgenij Lukjanenko    | Ryssland       | –    | –    | xxo  | o    | -    | 5,60     | q          |
| 4         | A     | Romain Mesnil          | Frankrike      | –    | xo   | o    | xo   | -    | 5.60     | q          |
| 4         | B     | Brad Walker            | USA            | –    | –    | xxo  | o    | -    | 5.60     | q          |
| 7         | B     | Dmitrij Starodubtsev   | Ryssland       | –    | xo   | xo   | xo   | -    | 5.60     | q          |
| 8         | A     | Łukasz Michalski       | Polen          | –    | xo   | xxo  | xo   | -    | 5.60     | q          |
| 9         | B     | Igor Bytjkov           | Spanien        | o    | -    | o    | xx-  | x    | 5.50     | q          |
| 9         | A     | Steve Hooker           | Australien     | –    | -    | o    | -    | -    | 5.50     | q          |
| 9         | B     | Jan Kudlička           | Tjeckien       | –    | o    | o    | -    | -    | 5.50     | q          |
| 9         | A     | Steven Lewis           | Storbritannien | –    | –    | o    | -    | -    | 5.50     | q          |
| 9         | A     | Malte Mohr             | Tyskland       | -    | -    | o    | -    | -    | 5.50     | q          |
| 9         | A     | Björn Otto             | Tyskland       | –    | –    | o    | -    | -    | 5.50     | q          |
| 15        | A     | Jeremy Scott           | USA            | –    | o    | xo   | xxx  | -    | 5.50     |            |
| 16        | B     | Lázaro Borges          | Kuba           | –    | xxo  | xo   | xxx  | -    | 5.50     |            |
| 16        | B     | Sergej Kutjerjanu      | Ryssland       | –    | xxo  | xo   | xxx  | -    | 5.50     |            |
| 18        | B     | Nikita Filippov        | Kazakstan      | o    | o    | xxx  | -    | -    | 5.35     |            |
| 18        | A     | Maksim Mazuryk         | Ukraina        | -    | o    | xxx  | -    | -    | 5.35     |            |
| 20        | A     | Ivan Horvat            | Kroatien       | o    | xo   | xxx  | -    | -    | 5.35     |            |
| 20        | B     | Yang Yansheng          | Kina           | -    | xo   | xxx  | -    | -    | 5.35     |            |
| 22        | B     | Mareks Ārents          | Lettland       | xo   | xo   | xxx  | -    | -    | 5.35     |            |
| 23        | B     | Stanislau Tsivontjik   | Belarus        | xo   | xxx  | -    | -    | -    | 5.20     |            |
| 24        | A     | Edi Maia               | Portugal       | xxo  | xxx  | -    | -    | -    | 5.20     |            |
| i.u.      | B     | Jere Bergius           | Finland        | -    | xxx  | -    | -    | -    | NM       |            |
| i.u.      | A     | Fábio Gomes da Silva   | Brasilien      | –    | –    | xxx  | -    | -    | NM       |            |
| i.u.      | B     | Alhaji Jeng            | Sverige        | -    | xxx  | -    | -    | -    | NM       |            |
| i.u.      | A     | Kim Yoo-Suk            | Sydkorea       | xxx  | -    | -    | -    | -    | NM       |            |
| i.u.      | B     | Derek Miles            | USA            | xxx  | -    | -    | -    | -    | NM       |            |
| i.u.      | B     | Paweł Wojciechowski    | Polen          | -    | xxx  | -    | -    | -    | NM       |            |
| i.u.      | A     | Seito Yamamoto         | Japan          | -    | xxx  | -    | -    | -    | NM       |            |
| i.u.      | B     | Denis Jurtjenko        | Ukraina        | -    | xxx  | -    | -    | -    | NM       |            |

### Final
| Placering | Namn                   | Nationalitet   | 5.50 | 5.65 | 5.75 | 5.85 | 5.91 | 5.97 | 6.02 | 6.07 | Resultat | Noteringar |
| --------- | ---------------------- | -------------- | ---- | ---- | ---- | ---- | ---- | ---- | ---- | ---- | -------- | ---------- |
| 1         | Renaud Lavillenie      | Frankrike      | –    | o    | o    | o    | x-   | xo   | x-   | xx   | 5,97     | OR         |
| 2         | Björn Otto             | Tyskland       | o    | o    | xo   | xo   | o    | xx-  | x    |      | 5,91     |            |
| 3         | Raphael Holzdeppe      | Tyskland       | –    | xo   | xo   | xxo  | o    | xxx  |      |      | 5,91     | PB         |
| 4         | Dmitrij Starodubtsev   | Ryssland       | o    | xo   | o    | xxx  |      |      |      |      | 5,75     |            |
| 5         | Steven Lewis           | Storbritannien | xo   | –    | xo   | xxx  |      |      |      |      | 5,75     |            |
| 5         | Jevgenij Lukjanenko    | Ryssland       | xo   | –    | xo   | xxx  |      |      |      |      | 5,75     | SB         |
| 7         | Konstadinos Filippidis | Grekland       | o    | xo   | xxx  |      |      |      |      |      | 5,65     |            |
| 8         | Jan Kudlička           | Tjeckien       | o    | xxo  | xxx  |      |      |      |      |      | 5,65     |            |
| 9         | Malte Mohr             | Tyskland       | o    | –    | xxx  |      |      |      |      |      | 5,50     |            |
| 10        | Romain Mesnil          | Frankrike      | o    | xxx  |      |      |      |      |      |      | 5,50     |            |
| 11        | Łukasz Michalski       | Polen          | xo   | xxx  |      |      |      |      |      |      | 5,50     |            |
| 12        | Igor Bychkov           | Spanien        | xxo  | xxx  |      |      |      |      |      |      | 5,50     |            |
| i.u.      | Brad Walker            | USA            | –    | xxx  |      |      |      |      |      |      | NM       |            |
| i.u.      | Steve Hooker           | Australien     | –    | xxx  |      |      |      |      |      |      | NM       |            |